# Juli 2022
Portal Geschichte | Portal Biografien | Aktuelle Ereignisse | Jahreskalender | Tagesartikel

◄ |
20. Jahrhundert |
21. Jahrhundert

◄ |
1990er |
2000er |
2010er |
2020er
| 2030er | 2040er

◄ |
2018 |
2019 |
2020 |
2021 |
2022
| 2023 | 2024 | 2025 | 2026 | ►

◄ |
April 2022 |
Mai 2022 |
Juni 2022 |
Juli 2022 |
August 2022 |
September 2022 |
Oktober 2022 |
►
Dieser Artikel behandelt tagesbezogene Nachrichten und Ereignisse im Juli 2022.

## Tagesgeschehen

### Freitag, 1. Juli 2022
- Hongkong/Volksrepublik China: Der frühere Polizeichef John Lee Ka-chiu tritt die Nachfolge von Carrie Lam als Regierungschef der Sonderverwaltungszone an.
- Prag/Tschechien: Tschechien übernimmt die Ratspräsidentschaft in der EU.
- Kopenhagen/Dänemark: Start der Tour de France (bis 24. Juli).

### Samstag, 2. Juli 2022
- Birmingham/Vereinigtes Königreich: Parlamentarische Versammlung der OSZE (bis 6. Juli 2022).[1][2]

### Sonntag, 3. Juli 2022

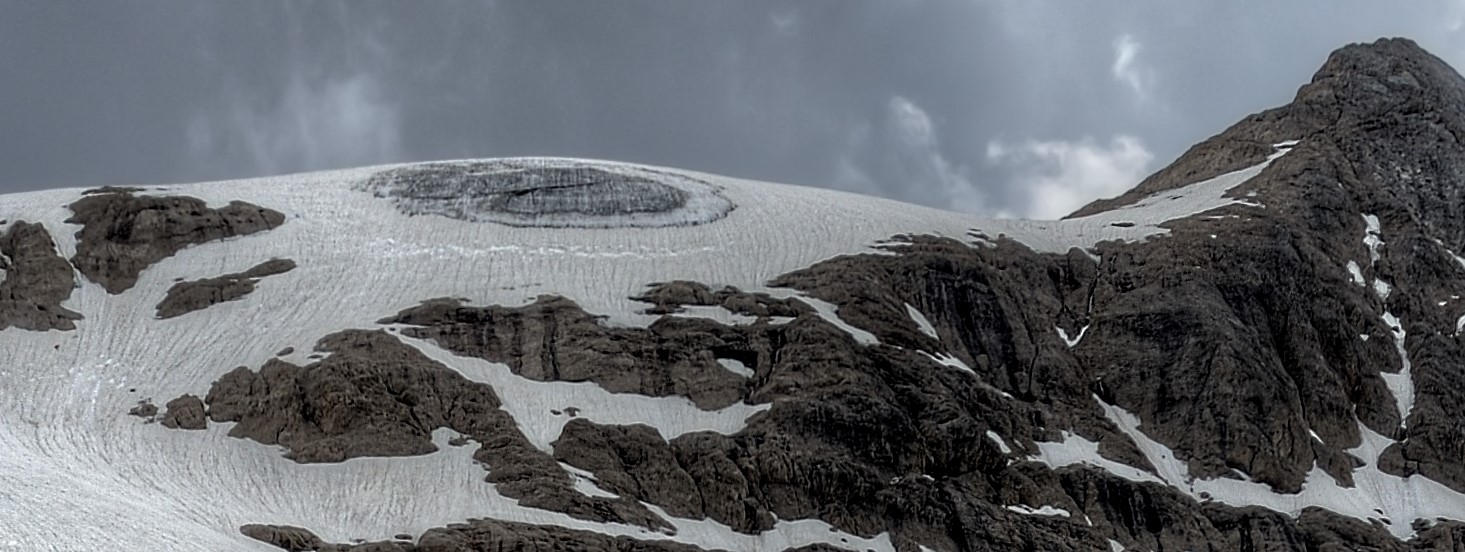
Bild von 2013 vom Gletscher an der Punta Rocca

- Sachsen/Deutschland: Landratswahlen in Sachsen in sechs von zehn Landkreisen (2. Wahlgang)
- Kopenhagen/Dänemark: Bei einem Anschlag auf ein Shoppingcenter werden mehrere Menschen verletzt und getötet.
- Canazei/Italien: Infolge eines Gletschersturzes an der Marmolata kommen mindestens zehn Bergsteiger ums Leben.

### Montag, 4. Juli 2022
- Graz/Steiermark: Christopher Drexler wird als Nachfolger von Hermann Schützenhöfer zum Landeshauptmann der Steiermark gewählt (Landesregierung Drexler).[3]

### Dienstag, 5. Juli 2022
- Stockholm/Schweden: Die SAS Scandinavian Airlines ist insolvent und beantragt einen Tag nach dem Beginn eines Pilotenstreiks Gläubigerschutz nach US-Recht.[4]

### Mittwoch, 6. Juli 2022
- Manchester/Vereinigtes Königreich: Beginn der Fußball-EM der Frauen (bis 31. Juli)

### Donnerstag, 7. Juli 2022
- Mekka/Saudi-Arabien: Beginn des Haddsch (bis 12. Juli)
- Berlin/Deutschland: Ferda Ataman wird zur Antidiskriminierungs-Beauftragten der deutschen Bundesregierung gewählt.
- London/Vereinigtes Königreich: Boris Johnson kündigt seinen Rücktritt als Premierminister an.[5]

### Freitag, 8. Juli 2022
- Nara, Japan: der Politiker und ehemalige Premierminister Shinzō Abe wird bei einem Wahlkampfauftritt ermordet.

### Samstag, 9. Juli 2022
- Berlin/Deutschland: Mit über 300.000 Teilnehmenden findet zum ersten Mal die Demonstration „Rave The Planet Parade“[6], als inoffizielle Nachfolgerin der Berliner Loveparade statt. Für die Planung und Umsetzung zeichnen sich Loveparade-Gründer Dr. Motte und die gemeinnützige Organisation Rave the Planet verantwortlich.[7]

### Sonntag, 10. Juli 2022
- Japan: Oberhaus-Wahl
- Dresden/Deutschland: 2. Wahlgang der Oberbürgermeisterwahlen

### Montag, 11. Juli 2022

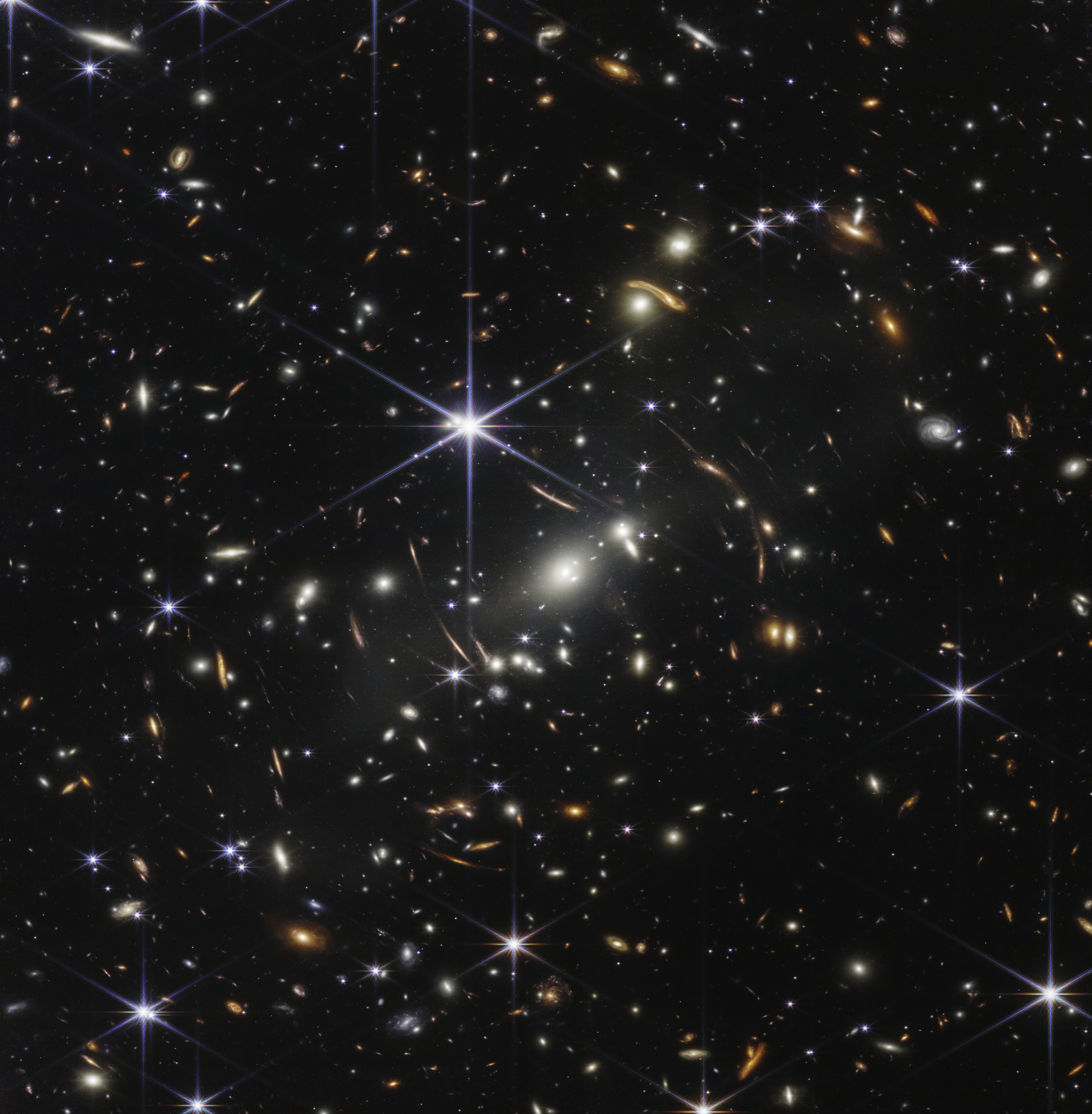
Webb’s First Deep Field

- Webb’s First Deep FieldWeltraum: Am 11. und 12. Juli 2022 präsentierten NASA, CSA und ESA erste Aufnahmen nach Betriebsbeginn des James-Webb-Weltraumteleskops.[8] Die erste veröffentlichte Aufnahme nach Herstellung der Betriebsbereitschaft war das Webb’s First Deep Field.

### Freitag, 15. Juli 2022
- Eugene/Vereinigte Staaten: Beginn der Leichtathletik-WM (bis 24. Juli)

### Samstag, 16. Juli 2022
- Berlin/Deutschland: Cascadia wird Spiel des Jahres 2022, Living Forest wird Kennerspiel des Jahres 2022.
- Kassel/Deutschland: Die Generaldirektorin der documenta fifteen, Sabine Schormann, legt nach einem Antisemitismus-Skandal ihr Amt nieder.

### Montag, 18. Juli 2022
- Delhi/Indien: Bei der Präsidentschaftswahl in Indien ist die Kandidatin der Regierungspartei BJP, Draupadi Murmu, gegen den Oppositionskandidaten Yashwant Sinha erfolgreich.

### Mittwoch, 20. Juli 2022
- Colombo/Sri Lanka: Das Parlament Sri Lankas wählt den geschäftsführend amtierenden Präsidenten Ranil Wickremesinghe zum Staatspräsidenten Sri Lankas. Die vorzeitige Präsidentschaftswahl war nach dem Amtsverzicht des bisherigen Präsidenten Gotabaya Rajapaksa notwendig geworden.

### Donnerstag, 21. Juli 2022

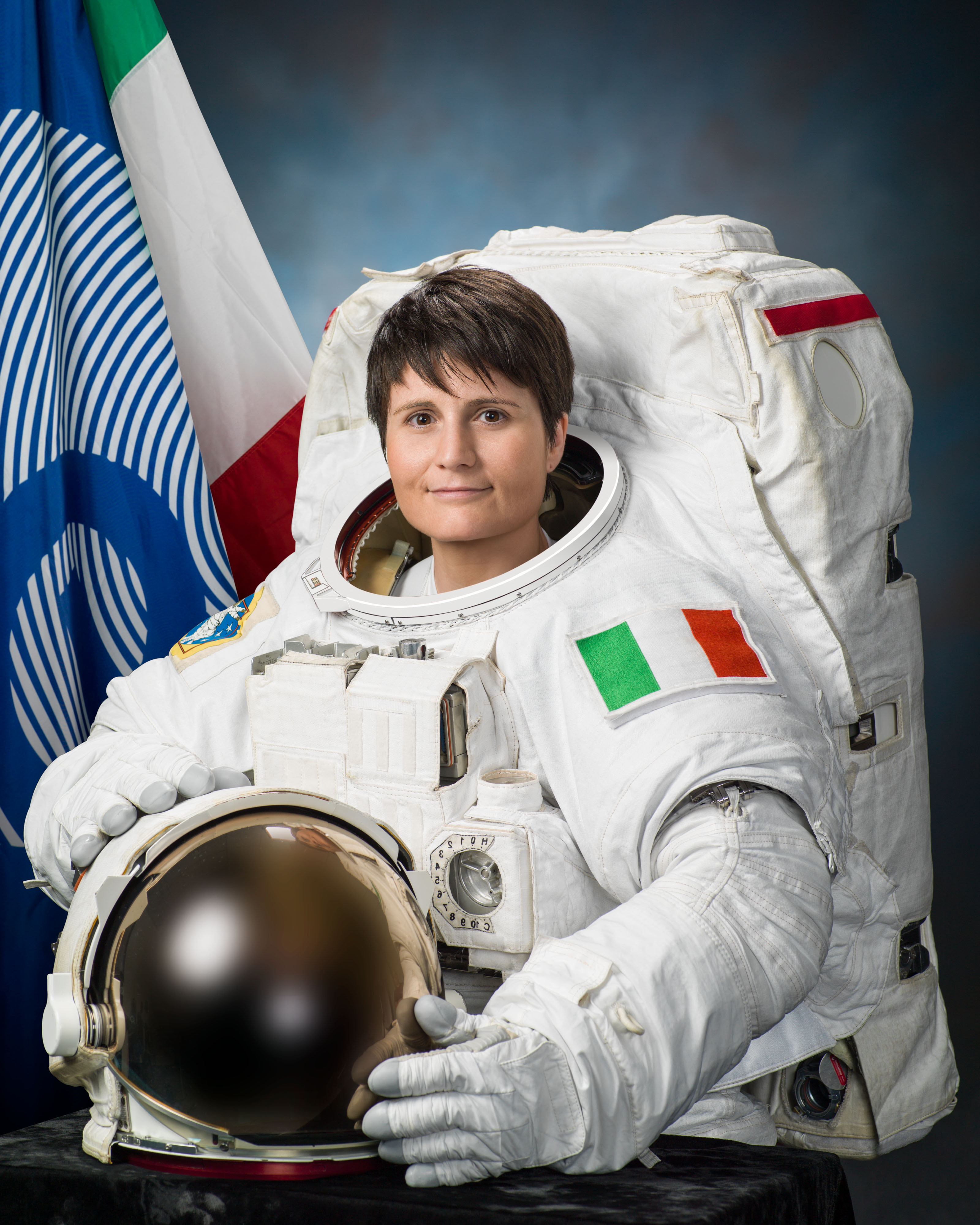
Samantha Cristoforetti

- ISS/Weltraum: Die italienische Astronautin Samantha Cristoforetti absolviert als erste Europäerin und erste Frau der ESA einen Außenbordeinsatz.
- Rom/Italien: Der italienische Staatspräsident Sergio Mattarella nimmt den erneuten Rücktritt von Mario Draghi als Ministerpräsident an, nachdem er diesen eine Woche zuvor noch abgelehnt hatte. Die Regierung bleibt bis zu Neuwahlen geschäftsführend im Amt.

### Samstag, 23. Juli 2022

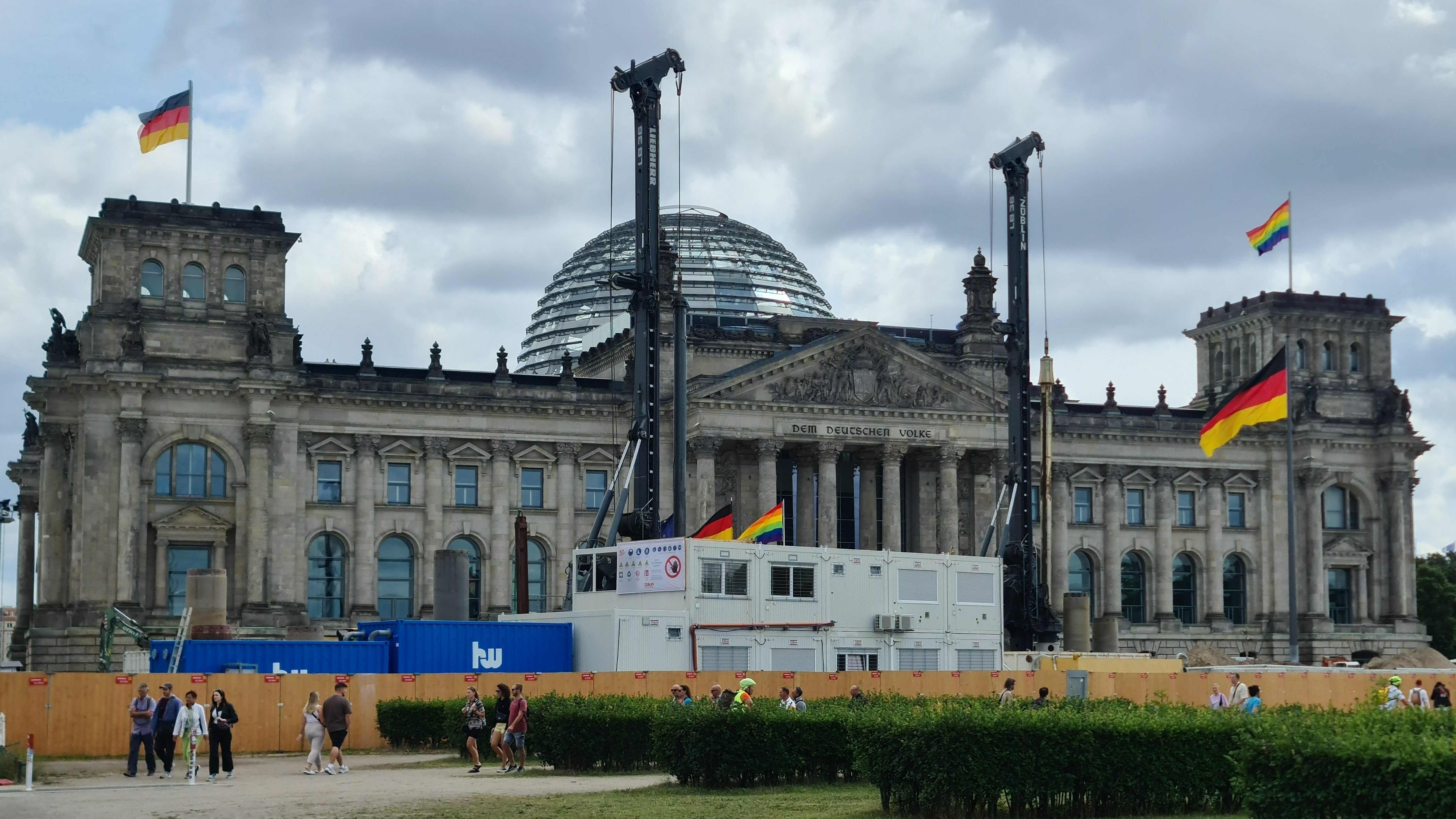
Reichstag am CSD (Foto aus dem Jahr 2023)

- Reichstag am CSD (Foto aus dem Jahr 2023)Berlin/Deutschland: Anlässlich des Christopher-Street-Days wurde zum ersten Mal in der deutschen Geschichte eine Regenbogenfahne auf und vor dem Reichstagsgebäude gehisst.[9][10]

### Sonntag, 24. Juli 2022
- Tirana/Albanien: Bajram Begaj tritt die Nachfolge von Ilir Meta als Staatspräsident an.
- Paris/Frankreich: Die erste Austragung der Tour de France der Frauen beginnt parallel zum Ende der diesjährigen Tour de France der Männer.[11]

### Montag, 25. Juli 2022
- Tunesien: Verfassungsreferendum

### Dienstag, 26. Juli 2022
- Kroatien: Eröffnung der Pelješac-Brücke

### Mittwoch, 27. Juli 2022
- Augsburg/Deutschland: Beginn der Kanuslalom-Weltmeisterschaften 2022 (bis 31. Juli)
- Philippinen: Erdbeben auf Luzon 2022

### Donnerstag, 28. Juli 2022
- Birmingham/Vereinigtes Königreich: Eröffnungsfeier der XXII. Commonwealth Games
- Budapest/Ungarn: Sebastian Vettel gibt auf Instagram seinen Rücktritt aus der Formel 1 zur Ende der Saison 2022 bekannt.[12]

### Sonntag, 31. Juli 2022
- Wembley/England: Die englische Fußballnationalmannschaft der Frauen gewinnt das Endspiel der 13. Fußball-Europameisterschaft der Frauen gegen Deutschland mit 2:1.
- Planche des Belles Filles/Frankreich: Die erste Austragung der Tour de France der Frauen endet auf der Planche des Belles Filles.[13]